# Gelasma subannulata
Gelasma subannulata är en fjärilsart som beskrevs av Louis Beethoven Prout 1916. Gelasma subannulata ingår i släktet Gelasma och familjen mätare. Inga underarter finns listade i Catalogue of Life.